# Bandera Castro Glass
La Bandera Castro Glass fue una competición de remo, concretamente de traineras, que se celebró en Castro-Urdiales (Cantabria) en el año 2019, organizada por el club Actividades Náuticas Castro y patrocinada por Castro Glass siendo puntuable para la Liga ARC.

## Historia
La regata se disputó en la ensenada de Brazomar de Castro-Urdiales. En la única temporada disputada, 2019, estuvo incluida en el calendario de prueba del grupo 2 de la Liga ARC; categoría en la que bogó la trainera del club Actividades Náuticas Castro, organizadora de la prueba, ya que la Liga ARC exige a los clubes que participa en dicha competición la organización de al menos una regata.
La boya de salida y meta se situó frente a la playa de Brazomar con las calles dispuestas mar adentro. La prueba se realizó por el sistema de tandas por calles, a cuatro largos y tres ciabogas con un recorrido de 3 millas náuticas que equivalen a 5556 metro.

## Historial
| Edición | Año  | Ganador  | Segundo  | Tercero |
| ------- | ---- | -------- | -------- | ------- |
| I       | 2019 | Bermeo B | Castreña | Orio B  |

## Palmarés
| Victorias | Club     | Años |
| --------- | -------- | ---- |
| 1         | Bermeo B | 2019 |